# Te Kauwhata

Te Kauwhata est une petite localité  du nord de la région de Waikato   dans l’Île du Nord de la Nouvelle-Zélande.

## Situation
Elle est située juste à côté de la berge ouest du lac de Waikare, à 40 km au nord de la ville d’ Hamilton.

## Population
La population du centre-ville lors du recensement de 2006 était de 1 294 habitants mais il semble que jusqu’à 13000 personnes peuvent  avoir habiter dans les environs à certaines époques initiales de la colonisation de la Nouvelle-Zélande [citation nécessaire].

## Activités économiques
La ville de Te Kauwhata est le site de diverses catégories de fermes, comprenant des fermes laitières et de stockage à sec, aussi bien que de l’horticulture extensive. 
Il faut noter que Te Kauwhata, ou "TK" comme disent les locaux , est  entourée par le plus grand étang de l’hémisphère sud, connu sous le nom de « Whangamarino Swamp» ou zone humide de Whangamarino (en).

## Viticulture
Te Kauwhata siège  au centre de l’une des plus petites régions de production de vins de la Nouvelle-Zélande, qui  s’étend de la ville de Pukekohe, juste au sud d’Auckland, à travers le secteur de Thames et Paeroa au pied e la Péninsule de Coromandel. 
La région est particulièrement notable pour ses  Cabernet Sauvignon, Chardonnay et des vins issus de Sauvignon blanc . 
Une  station de recherche du gouvernement  fut installée en 1886 pour explorer différentes options de récolte. 
Romeo Bragato (en)  prit en main le devenir de la station en 1901 , avec la première production de vin à cet endroit en 1903  
La station de recherche fut transférée dans des mains privées dans le cadre des « vignes de Rongopai» et a été ensuite achetée par Babich Wines (en), mais le bâtiment initial est toujours en fonctionnement comme cave.
En février 2016,le producteur de Invivo Wines (en):Graham Norton, propriétaire aussi du « Own Sauvignon Blanc», annonça qu’ il avait sécurisé la production par un location de 10 ans de sa cave vinicole .

## Éducation
La ville de Te Kauwhata a une école primaire, un Collège, qui va de l’année  7 à 13  , et 3 centres d’apprentissage précoce de l’enfance. 

## Loisirs
Te Kauwhata a de nombreux terrains de sport, dont le plus notable est le «Local Rugby Football Club» et le « Te Kauwhata College», qui collectivement  gèrent une sélection de  terrains de rugby et football, de cours de squash, de cours de netball, un terrain de golf  et les ‘pitche’ de cricket.
Il y a aussi des centres communautaires de fitness avec  gym et piscine, situés dans le Collège, et au niveau du village de retraite (Aparangi) :un green extérieur de bowling.